# 时代出版
时代出版传媒股份有限公司（上交所：600551，英文：Time Publishing And Media Co., Ltd.），简称时代出版，是中国上海证券交易所的一家上市公司，主营业务范围包括图书出版、印刷发行、期刊传媒、互联网出版、艺术品经营、影视剧制作、国内外贸易等。
公司前身为科大创新股份有限公司，成立于1999年12月12日，由中国科学技术大学科技实业总公司（现中科大资产经营有限责任公司）、合肥科聚高技术有限责任公司、中国科学院合肥智能机械研究所、安徽省信息技术开发公司和日本恒星股份有限公司发起设立，2002年9月5日在上海证券交易所上市。2008年11月5日，安徽出版集团借壳科大创新上市，并将公司名称由“科大创新股份有限公司”变更为“时代出版传媒股份有限公司”。
公司控股股东为安徽出版集团，成立于2005年11月28日，是全国第一家组建集团同时完成转企改制的国有大型文化企业。
2022年，公司实现营业收入人民幣76.46亿元，同比下降3.13%；实现净利润人民幣3.44亿元，同比下降4.16%。

## 子公司
时代出版现拥有全资、控股子公司20家：
- 安徽省教材出版中心
- 安徽人民出版社
- 安徽科学技术出版社
- 安徽教育出版社
- 安徽文艺出版社
- 安徽少年儿童出版社
- 安徽美术出版社
- 黄山书社
- 时代新媒体出版社有限责任公司
- 北京时代华文书局有限公司
- 安徽画报社
- 安徽旭日文化科技有限公司
- 安徽新华印刷股份有限公司
- 安徽出版印刷物资有限公司
- 安徽时代出版发行有限公司
- 安徽时代创新科技投资发展有限公司
- 时代国际出版传媒（上海）有限责任公司
- 时代出版传媒投资研发中心（上海）有限公司
- 时代少儿文化发展有限公司
- 时代数媒科技股份有限公司